# 歷史人類學
歷史人類學，自1960年代開始出現和流行的學術名詞，受部份學者視為人類學的分支之一，源於人類學家愈來愈廣泛利用歷史文獻研究文化，並愈來愈重視文化變遷的歷史。歷史人類學研究文化在變遷當中所起的作用，以及世代相傳的思維方式如何影響變遷，呈現當地人的歷史經驗與歷史意識，連結過去和現在，對影響人類行為的社會、政治、經濟和文化過程，作跨文化和比較性理解，帶動了整個人類學發展的歷史化趨勢。著名學者有馬歇爾·薩林斯、米高·陶西格和大貫惠美子等。

## 定義
學術界對「歷史人類學」的認識和定義頗有分歧，歷史人類學是否人類學的一個分支，在國際人類學界也是有爭議的:33-34。有學者認為，歷史人類學是人類學最新的發展趨勢和結果；有學者認為，歷史人類學不過是某種形式的歷史學，是西方「新史學」的一部份；有學者認為，歷史人類學既不是人類學也不是歷史學，而是結合了二者的一種新學科或新的研究領域。有學者認為，歷史人類學不是獨立的學科或研究領域，而是一種研究「途徑」（approach），既屬於歷史學的範疇，也可以劃入人類學的版圖，代表著歷史學和人類學的合流:367-368。法國的歷史人類學，有的是指歷史學家對於民族志方法的運用，有的是指近代史的人類學，有的是指結構—心態史。王銘銘認為，歷史人類學是「具有歷史意味」的人類學研究:10、4，其做法是「將觀念、心態、經驗、過程等放在歷史中思索」，王斯福則認為，這些追查民間宗教歷史的所謂「歷史人類學」，其實只是「人類學的史學」或「帶有人類學關懷的史學」:1-2。

## 背景
歷史人類學的出現，顯示歷史學的「人類學化」，以及人類學的「歷史化」。1950年代以後，愈來愈多的人類學家對歷史感到興趣，也有愈來愈多的史學家開始接受人類學:368-369。許多人類學家原本研究沒有文字的殖民地社會，但自20世紀中葉，經過殖民地政府官員、傳教士、旅行者和人類學家等人長期的觀察和記錄，原本沒有文字記錄的殖民地社會，事實上已經擁有相當豐富的歷史文獻，一些殖民地的人也接受了西方的語文，或獨創文字，開始書寫自身的歷史。人類學家要繼續研究殖民地社會，必須使用歷史文獻和文字材料，考量「時間」因素，注意變遷，如此一來等於加入史學家的陣營:370。研究具有悠久歷史傳統的複雜社會的人類學家，也越來越多，認識到「從沒有無歷史的文化」:9，人類學開始重新檢舊有的研究方法、途徑和基本概念。多數人類學家接受了歷史的洗禮，一面繼續進行田野工作，一面結合歷史文獻和各種材料，以「貫時性」（diachronic）或變遷的角度，敘述舊有的殖民地社會或新興國家的歷史與文化。這一類研究，在非洲、美洲或亞洲（尤其是南亞和東南亞）、太平洋地區，都有相當豐碩的成果，也有人類學家從事歐洲傳統社會的研究:370-371。1960年代前後，若干頂尖的人類學家，如英國的伊凡普理查、法國的李維史陀，宣揚人類學和歷史學研究之間的親似性，以及二者互補互助的必要。只有少數人類學家會忽視尋求歷史發展軌跡和文化變遷的重要性:372。
為了在歷史學裏增添新視野，豐富其自身的內涵，許多歷史學家都談論歷史人類學:1。在西方學術界，許多史家（以及部份人類學家）都將人類學視為歷史學的一部份或一個旁支。從1960年代開始，法國年鑑學派開始與人類學頻密對話，1974年，其刊物《經濟、社會與文化年鑑》（Annales. Economies, sociétés, civilisations）推出「歷史學與人類學」專號，有些學者宣稱，法國史學正朝著文化人類學的方向發展；1978年，比爾吉埃爾以「歷史人類學」為題，撰文界定這個新的研究動向。當時受到史家注目的人類學家，有早期的牟斯、馬林諾夫斯基、當時如日中天的李維·史陀，以及新興的象徵人類學學者。年鑑學派的第三代學者，以及其他國家的一些史家都與人類學家展開互動而開創新局面:373-374。1970年代以後，和人類學結合成為西方史學發展的一大趨勢。有些期刊，像《民族史》、《社會與歷史比較研究》、《跨學科歷史期刊》和《歷史與人類學》（History and Anthropology）等，成為歷史學家與人類學家發表論文的共同園地:375、369。

## 發展

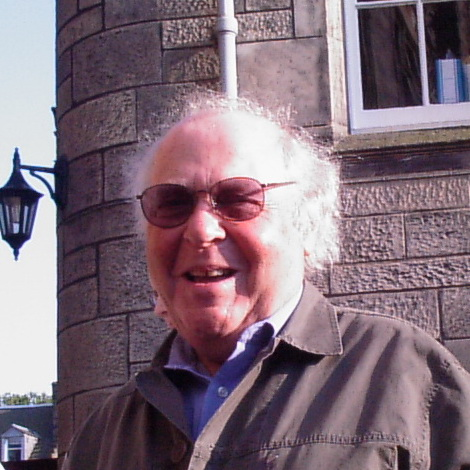
奠定歷史人類學基礎的馬歇爾·薩林斯

從1960年代開始，「歷史人類學」一詞出現於人類學和歷史學的著作中，到1980年代之後更為常見，有些大學甚至設立了歷史人類學系，如日本的筑波大學 :367-368。有學者指出，1960年代末以來，歷史人類學這說法，漸漸在西方學術界得到了正式認可:3，愈來愈多人類學家投身歷史人類學研究:372；也有學者認為，歷史人類學是在1981年馬歇爾·薩林斯寫出《歷史的隱喻與神秘的真實》（Historical Metaphors and Mythical Realities）一書後才奠定基礎，自1980年代開始發展:15、13。歷史人類學的發展過程中，重大突破及重要成就不多，經典之作，有薩林斯《歷史的隱喻與神秘的真實》、米高·陶西格《薩滿信仰、殖民主義與野人：一個有關恐懼與治療的研究》（Shamanism, Colonialism, and the Wild Man: A Study in Terror and Healing，1987）:34、艾瑞克·沃爾夫《歐洲與沒有歷史的人》（1982）、傑克·古迪《花朵的文化》（The Culture of Flowers，1993）:372。

## 課題
歷史人類學是多元多樣的，包含好幾種不同的風格與類型。馬歇爾·薩林斯認為，歷史人類學不等於隨便描述變遷，而是要考察在變遷當中文化所起的持續作用，注重各文化世代相傳的思維方式如何影響變遷的方式:3。歷史人類學的主要課題，是「文化界定歷史」和「歷史性」:23、33。薩林斯有關庫克船長的研究，提出「歷史是由文化所界定」的看法，「事件」必須由文化分類所界定，而不是歷史學所認定的：歷史事件是獨一無二，有特定的時、空、人、事。「事件」一定是在實踐過程中會致原來分類系統的轉變——可以再生產原來的文化分類，同時轉換了原來的分類或文化秩序——具備這種轉換過程的事情才算是事件。並不是所有人的活動都是「實踐」，「實踐」必然涉及文化的價值。薩林斯是以文化的視野來看歷史，強調文化如何制約歷史，突顯文化如何在歷史中繁衍自己。換言之，他確立了「文化界定歷史」的立場:15、21-22。1985年，薩林斯發表〈他者的時間與他者的習俗〉（"Other Times and Other Customs"）一文，比較玻里尼西亞的斐濟人和新西蘭的毛利人，因其文化秩序的不同，各別發展出「英雄式的歷史」與「神話實踐的歷史」，以進一步說明「文化界定歷史」的意義:23-24。
1990年，大貫惠美子在《時間中的文化：人類學的探討》（Culture Through Time: Anthropological Approaches）一書的導論中，將「歷史性」的概念更系統化而與文化結合，使其成為歷史人類學探討「文化界定歷史」的主要架構；歷史性是指歷史意識，是一個文化得以經驗及瞭解歷史的模式化方式，包含多樣的歷史再現。由歷史性來探討歷史人類學課題，最終的關懷還是文化本身:25-26。歷史人類學也探討「歷史文類」。每個文化往往以其獨特方式來表達其歷史經驗，因而突顯各自的文化特色。1987年，米高·陶西格對哥倫比亞印地安人的研究，呈現當地人所關心以及所要表達的歷史經驗，即歷史人類學所說的歷史意識與再現。歷史人類學有關歷史再現的問題，如同文學作品的文類問題一樣，可因各文化的特色，考慮其獨特的經驗與再現方式，因而能突顯該文化更深一層的特色:29、33。
歷史人類學與歷史學的區别之一，就是前者把過去和現在相連結。歷史人類學對過去和現在影響了人類行為的社會、政治、經濟和文化過程，做出跨文化和比較性理解:19，在地區研究中，趨向于在跨文化比較的架構下提出大問題，關注文化接觸、殖民主義、資本主義和國家滲透，例如1983年威廉·羅斯伯里（William Roseberry）研究委內瑞拉製造商品的富農之形成與轉變，展示資本主義生產方式及資本主義的不平衡發展，把地方性事實提升到世界歷史事實的水平:9、14。一些歷史人類學家關注歷史的解釋與展現，與權力強弱、地位高低的關係，分析官方歷史合法化作用、精英歷史與下層歷史的區分、歷史話語支配與「象徵抵抗」的關聯，想把歷史從精英的文字史回歸老百姓的「常人史」。一些歷史人類學家呼籲人類學要研究整個世界的近代史，並要把非西方的歷史與歷史觀念納入世界近代史的研究裏，認定只有人類學能弄明白世界近代史:10、4。一些歷史人類學家特別著重以物質文化作為撰寫歷史的資料來源，例如1993年傑克·古迪考察不同地方的墓地、古代碑林及藝術品，對鮮花的象徵性和交易性用途，做了大規模的跨時空研究:18。

## 影響
歷史人類學讓人類學家對被研究文化的特色，因由此分支的研究課題切入而有進一步的瞭解。歷史人類學蘊含著對於人類學知識與文化概念理論不斷挑戰的可能性，其發展帶動了整個人類學發展的歷史化趨勢，使人類學其他領域因帶入歷史深度而得以產生重要成就:34-35。

## 延伸閱讀
- 王明珂：〈在文本与情境之间:历史人类学的研究方法反思 （页面存档备份，存于）〉。